# Daykovaya Peak
Der Daykovaya Peak (russisch Гора Дайковая Gora Daikowaja, deutsch ‚Dykeberg‘) ist ein markanter, 1995 m hoher Berg im ostantarktischen Königin-Maud-Land. Er ragt zwischen der Felsinsel und dem Kåreseten in der Westlichen Petermannkette im Wohlthatmassiv auf.
Entdeckt und anhand von Luftaufnahmen kartiert wurde der Berg bei der Deutschen Antarktischen Expedition 1938/39 unter der Leitung des Polarforschers Alfred Ritscher. Eine erneute Kartierung anhand von Luftaufnahmen und Vermessungen erfolgte bei der Dritten Norwegischen Antarktisexpedition (1956–1960). Die deskriptive Benennung geht auf eine sowjetische Antarktisexpedition der Jahre 1960 bis 1961 zurück. Das Advisory Committee on Antarctic Names übertrug diese 1970 in eine teiltranskribierte Form.